# Homoneura autumnalis
Homoneura autumnalis är en tvåvingeart som beskrevs av Shatalkin 1995. Homoneura autumnalis ingår i släktet Homoneura och familjen lövflugor. Inga underarter finns listade i Catalogue of Life.